# Schlacht auf dem Assietta
Europäischer Kriegsschauplatz:

Mollwitz* – Chotusitz* – Simbach – Dettingen – Toulon – Pfaffenhofen – Tournai – Fontenoy – Hohenfriedberg** – Soor** – Hennersdorf** – Kesselsdorf** – Brüssel – Piacenza – Namur – Roucourt – Kap Finisterre 1 – Lauffeldt – Assietta –  Bergen op Zoom – Kap Finisterre 2 – Maastricht
(*) Erster Schlesischer Krieg – (**) Zweiter Schlesischer Krieg
Indischer Kriegsschauplatz:

Erster Karnatischer Krieg
Amerikanischer Kriegsschauplatz:

War of Jenkins’ Ear – King George’s War
Die Schlacht auf dem Colle dell’Assietta wurde am 19. Juli 1747 während des Österreichischen Erbfolgekriegs in den Alpen westlich von Turin ausgetragen.

## Hintergrund
Frankreich hatte während des Krieges mehrmals versucht, ins Sardinien-Piemont einzudringen. Bei Madonna dell’Olmo hatten Franzosen und Spanier am 30. September 1744 einen knappen Anfangserfolg erreicht, waren dann aber bei der Belagerung von Cuneo gescheitert. Ähnliches passierte genau ein Jahr später, als 60.000 Franzosen und Spanier gegen 20.000 Piemontesen Karl Emanuels III. wiederum knapp siegten, dann aber im März 1746 bei Asti und Alessandria unterlagen (die Österreicher, die bei Bassignana zu spät gekommen waren, siegten unter Liechtenstein dann im Juni 1746 bei Piacenza). 1747 befahl Ludwig XV. einen entscheidenden Angriff auf das Piemont. Die hierfür zur Verfügung gestellten 50 Bataillone sollten unter der Führung des französischen Generals Armand Fouquet de Belle-Isle und des spanischen Marques de las Mina sowohl von Süden aus angreifen und Genua belagern (dort war nach einem Zwischenfall zwischen österreichischen Soldaten und einem Jungen namens Balilla ein Volksaufstand ausgebrochen), als auch über die Alpen in Richtung Turin vorstoßen.

## Verlauf der Schlacht
Nachdem der Angriff im Süden nicht die gewünschten Erfolge gezeitigt hatte, verlegten die Franzosen ihren Schwerpunkt weiter nach Norden und versuchten mit starken Infanteriekräften und dazugehöriger Kavallerie und Artillerie über den Mont Cenis nach Exilles und über die Assietta-Höhen nach Fenestrelle vorzustoßen.
Da Karl Emanuel III. von Savoyen diesen französischen Zug voraussah, befahl er einen Ausbau der piemontesischen Stellungen auf dem 2.500 m hohen Colle dell’Assietta, die von insgesamt 13 Bataillonen besetzt wurden. Unter diesen Kräften befanden sich auch etliche Schweizer Söldner und vier Bataillone der verbündeten Österreicher. Da französische Aufklärer die Vorbereitungsarbeiten der Piemontesen beobachtet hatten, ordnete die französische Führung einen sofortigen Angriff der hier zur Verfügung stehenden 32 Bataillone an. Auf der rechten französischen Seite (de Villemur) sollten 14 Bataillone den Grand Serin angreifen, auf der linken Seite (de Mailly) 9 Bataillone die Stellungen bei Riobacon, in der Mitte (d’Arnault) 8 Bataillone die Assietta-Höhen.
Der Angriff begann am 19. Juli 1747 um 16.30 Uhr. Sowohl auf den Assietta-Höhen als auch auf dem Serano warfen die neun piemontesischen und vier österreichischen Bataillone die französischen Verbände zurück. Die französischen Generale führten ihre Truppen an vorderster Front sehr energisch. Belle-Isle verlor sein Leben, als er mit einer Truppenfahne in der Hand einen Angriff anführte. Auch d’Arnault fiel während der wilden Kämpfe. Obwohl die Franzosen ihren Befehlshaber verloren, griffen sie weiter an. Über den von wenigen Piemontesen gehaltenen Serano versuchten sie die Assiettastellungen einzunehmen, scheiterten jedoch und wurden dann von den Reserven des Grafen von Bricherasio dort auch noch geschlagen. Nach fünf Stunden schwerer Kämpfe zogen sich die Franzosen schließlich zurück.

## Folgen
Frankreich hatte nach der Schlacht 4.000 Tote und Verwundete zu verzeichnen, 600 Soldaten gerieten in Gefangenschaft. Ferner waren der Generalleutnant Belle-Isle und der Maréchal des camps d'Arnault gefallen. Piemontesen und Österreicher verloren 400 Mann. Der Versuch, die Piemontesen aus dem Krieg zu drängen, war gescheitert. Auf dem Frieden von Aachen erhielt Sardinien-Piemont kleinere Gebiete am Lago Maggiore. Die Grenzen Piemonts blieben dann bis 1859 unverändert.